# Catalyseur de Lindlar
Le catalyseur de Lindlar est un catalyseur hétérogène au palladium déposé sur du carbonate de calcium ou du sulfate de baryum inventé en 1952 par Herbert Lindlar. Le catalyseur est empoisonné, désactivé ou conditionné par de l'acétate de plomb ou de l'oxyde de plomb. La charge de palladium est normalement de 5 %.
Le catalyseur est préparé par réduction du chlorure de palladium en présence d'une boue de carbonate de calcium suivi de l'addition d'acétate de plomb. En greffant ainsi du palladium sur un substrat solide on obtient une grande surface.
Le catalyseur de Lindlar est utilisé dans l'hydrogénation des alcynes en alcènes. Si le catalyseur est désactivé avec de la quinoléine, il devient très sélectif et l'hydrogénation ne va pas jusqu'à l'alcane. La réduction des alcynes est stéréospécifique avec obtention de l'alcène Z (l'utilisation de sodium dans l'ammoniac liquide donne un alcène E qui est l'isomère le plus stable).

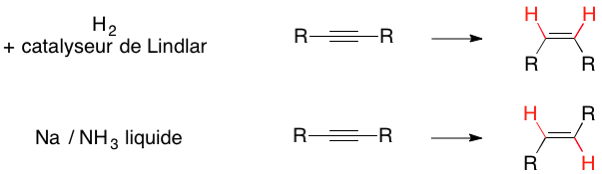
Le catalyseur de Lindlar permet une syn-hydrogénation des alcynes

La raison, en est, qu'une face de la triple liaison est protégée par la surface du catalyseur et la molécule d'hydrogène ne peut s'approcher que de l'autre côté.
Un exemple de la réduction d'une alcyne est la réduction du phénylacétylène en styrène.
L'hydrogénation de l'acide butynedioïque donne l'acide maléique et non l'acide fumarique.
On peut citer parmi les autres catalyseurs hétérogènes le catalyseur d'Adams, le noir de platine et le nickel de Raney. On peut citer comme catalyseur homogène le catalyseur de Wilkinson.